# TV Limburg (Nederland)
TV Limburg (TVL) was een regionale televisiezender in de Nederlandse provincie Limburg.

## Geschiedenis
De zender ontstond op 1 januari 2004 uit een fusie van RTN en TV Totaal. TVL zond in de gehele provincie uit en had acht edities. TVL was ook te bekijken via een livestream op internet.
Tot 2009 was de zender gevestigd bij het stadion van Fortuna Sittard. Sindsdien bevonden de studio's zich op het Retailpark in Roermond.
Er was al langere tijd sprake van teruglopende (advertentie)inkomsten, o.a. door de concurrent L1, en uiteindelijk was TV Limburg niet meer te handhaven. De uitzendingen van TV Limburg eindigden op 1 juli 2016.

### Grap
Op 21 augustus 2007 haalde TV Limburg samen met voetballer Mark van Bommel een grap uit. De zender zond een interview uit waarin Van Bommel zei de Duitse nationaliteit te willen aanvragen. Hij zou niet meer onder Marco van Basten in het Nederlands voetbalelftal willen spelen. Door de aanvraag van de Duitse nationaliteit zou hij zijn interlandcarrière in het Duits voetbalelftal kunnen voortzetten. Dit is echter niet mogelijk volgens de regels van de FIFA: een speler die eenmaal voor een land een officiële interland heeft gespeeld, mag niet meer uitkomen voor een ander land. De zender zou hebben willen aantonen dat andere nieuwszenders bronnen zomaar overnemen, zonder te verifiëren. Onder andere het NOS Journaal berichtte over Van Bommels voornemen.

## Trivia
- De PVV-politici Dion Graus en Laurence Stassen hebben voor TV Limburg programma's gepresenteerd.